# Ейтгест
Ейтгест (нід. Uitgeest, нід. вимова: [œytˈxeːst] ( прослухати)) — місто і муніципалітет у Нідерландах, у провінції Північна Голландія.

## Топографія
Нідерландська топографічна карта муніципалітету Ейтгест, червень 2015 року

## Галерея

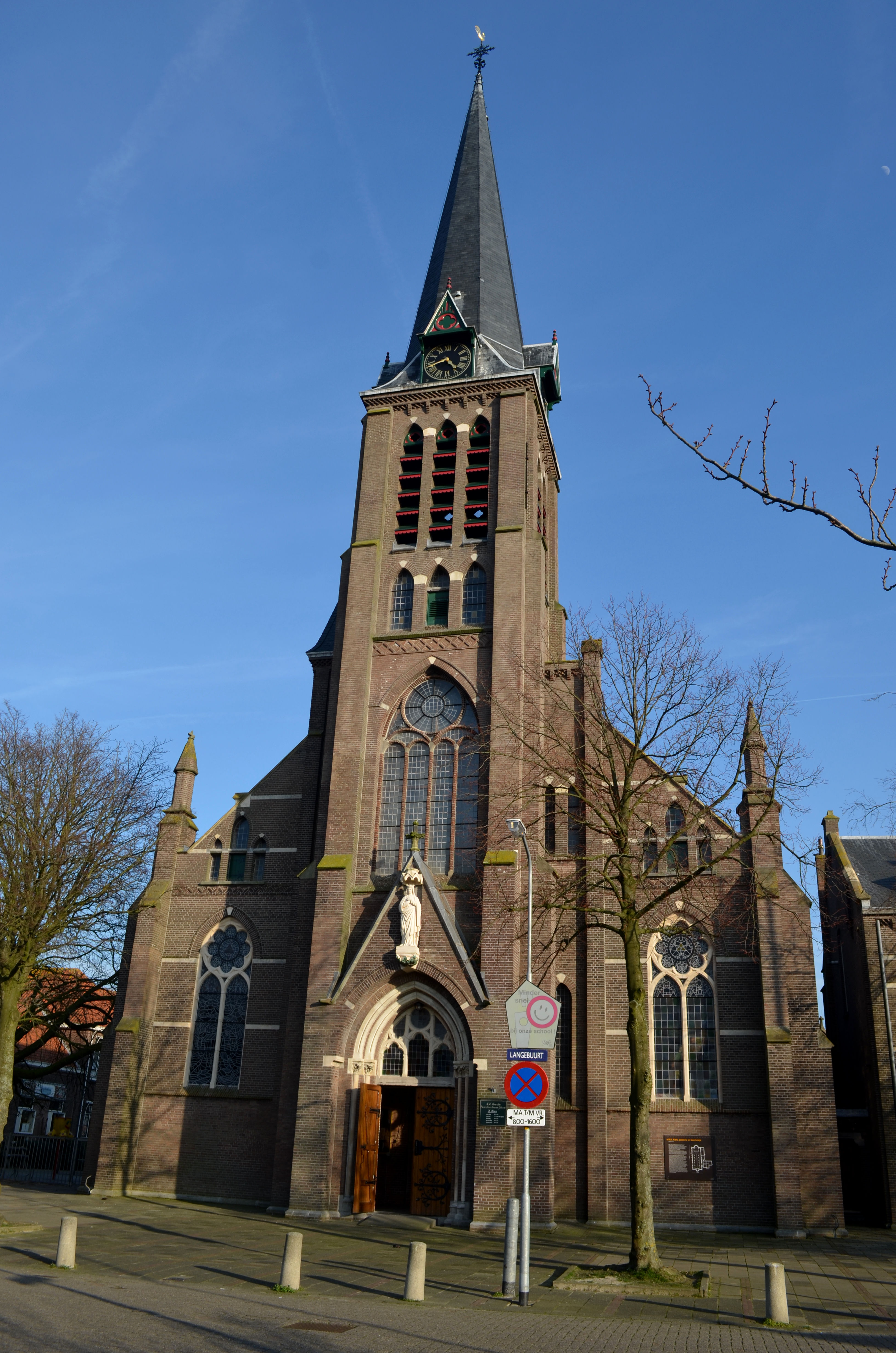
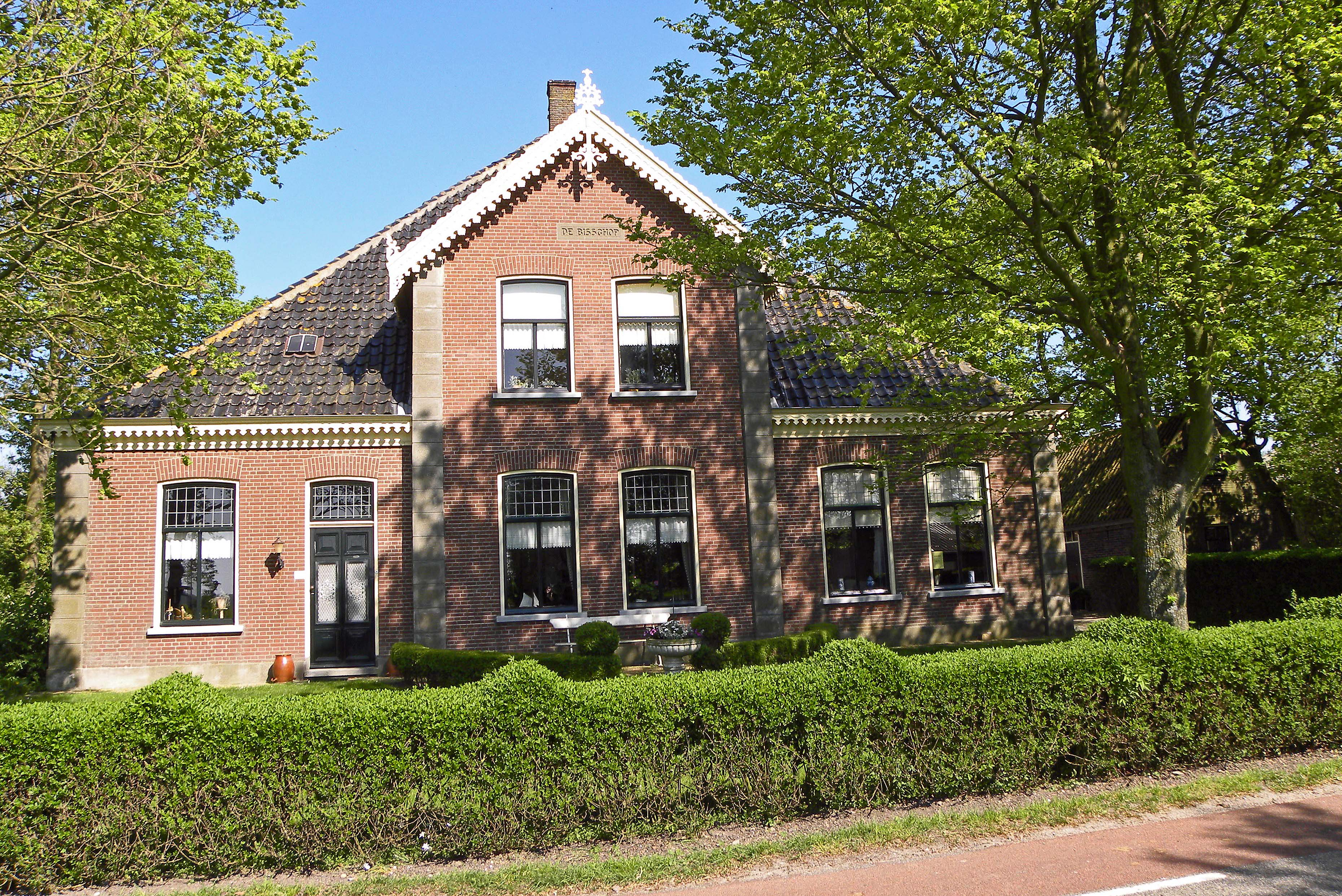
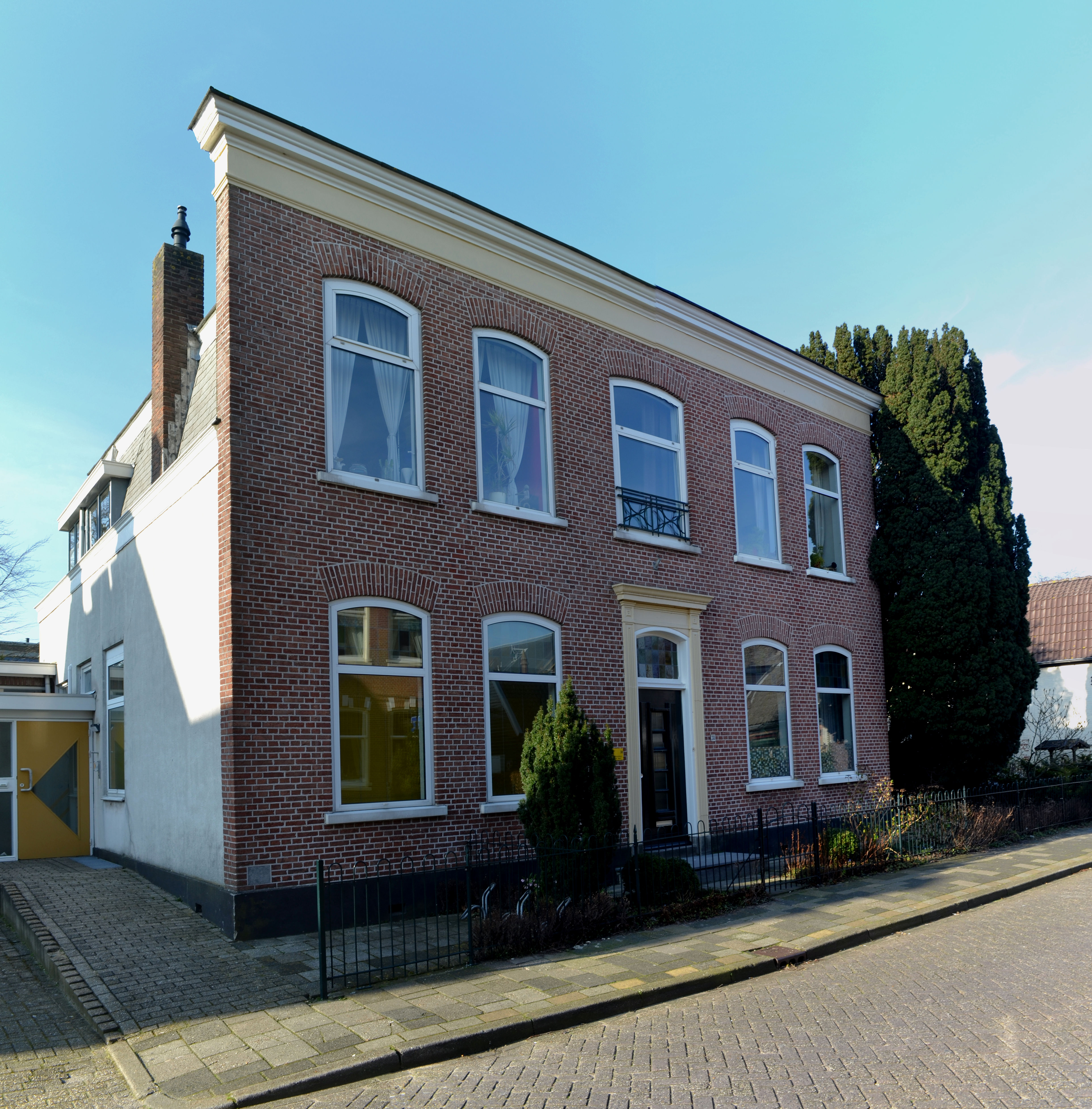
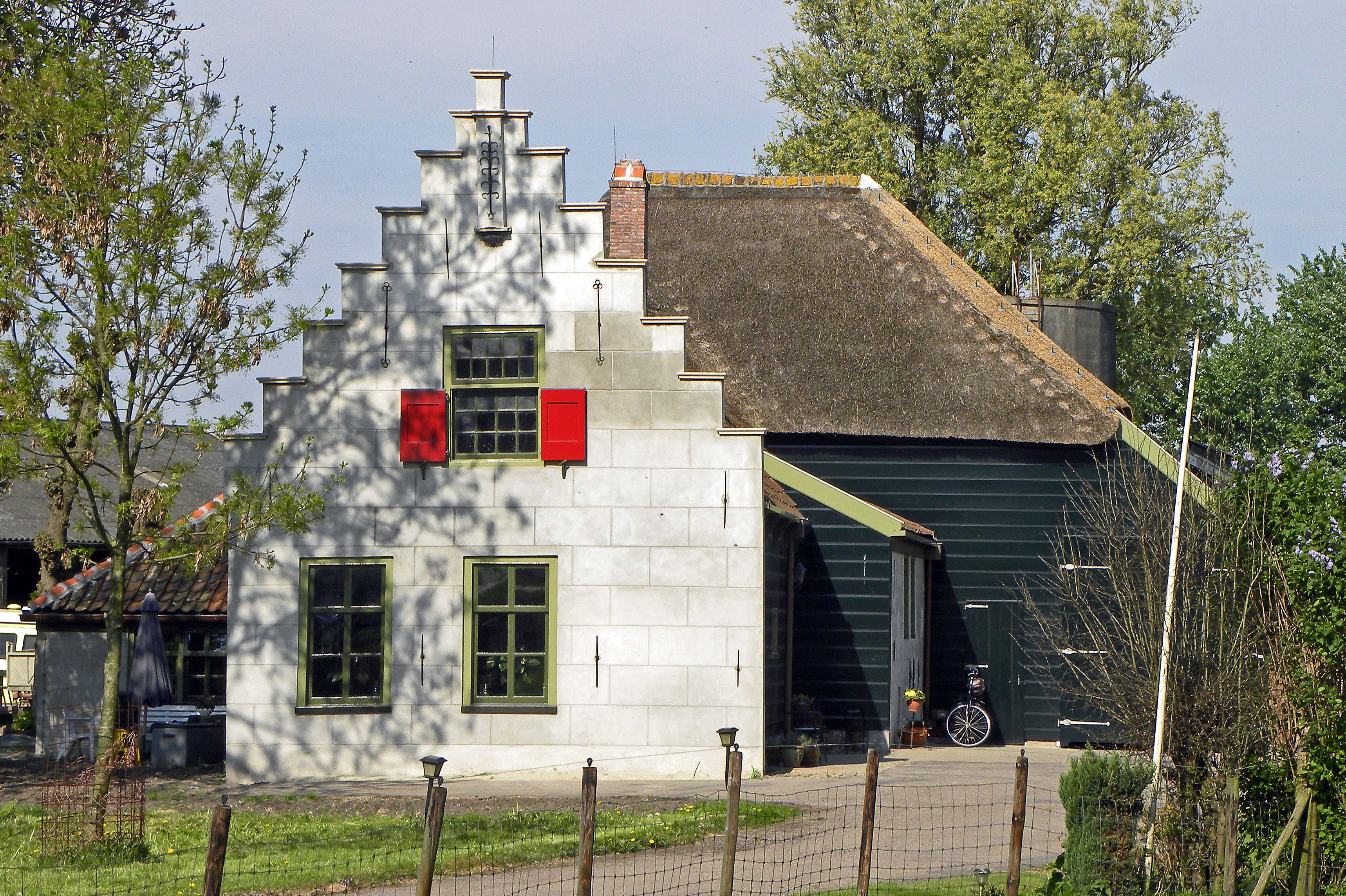
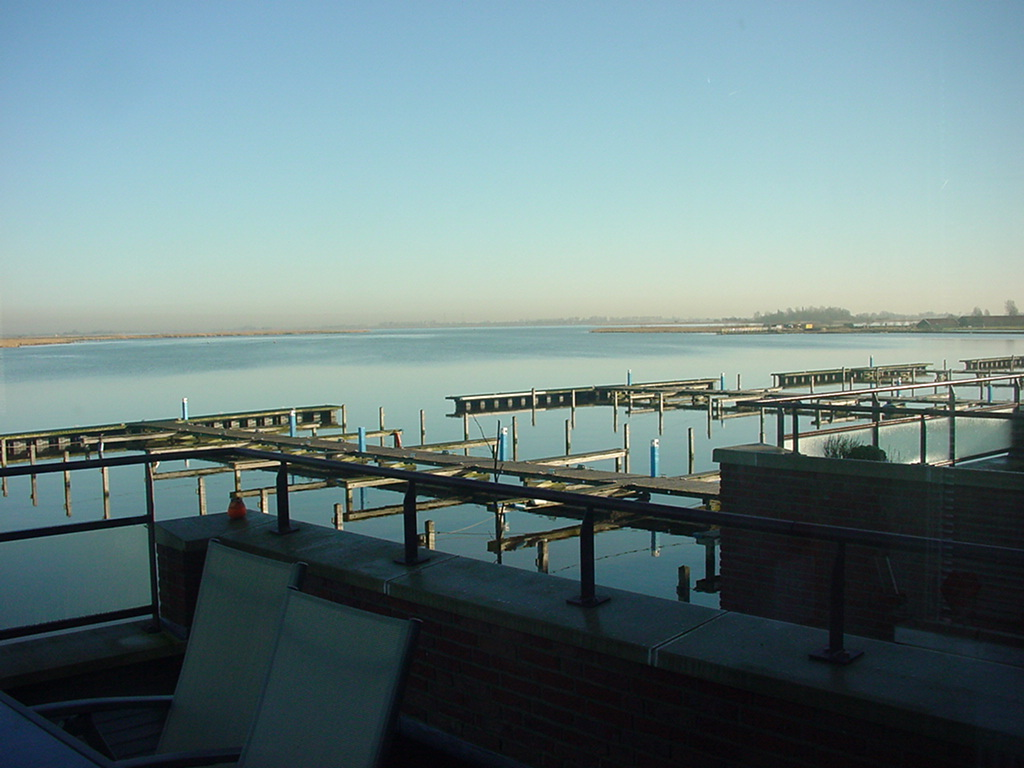

## Визначні мешканці
- Віллем Янсзон Блау (1571–1638) — нідерландський картограф і видавець
- Гессель Ґеррітц (бл. 1581–1632) — нідерландський гравер, картограф і видавець